# Escatalens
Escatalens är en kommun i departementet Tarn-et-Garonne i regionen Occitanien i södra Frankrike. Kommunen ligger i kantonen Montech som tillhör arrondissementet Montauban. År 2022 hade Escatalens 1 139 invånare.

## Befolkningsutveckling
Antalet invånare i kommunen Escatalens
| Referens: INSEE |

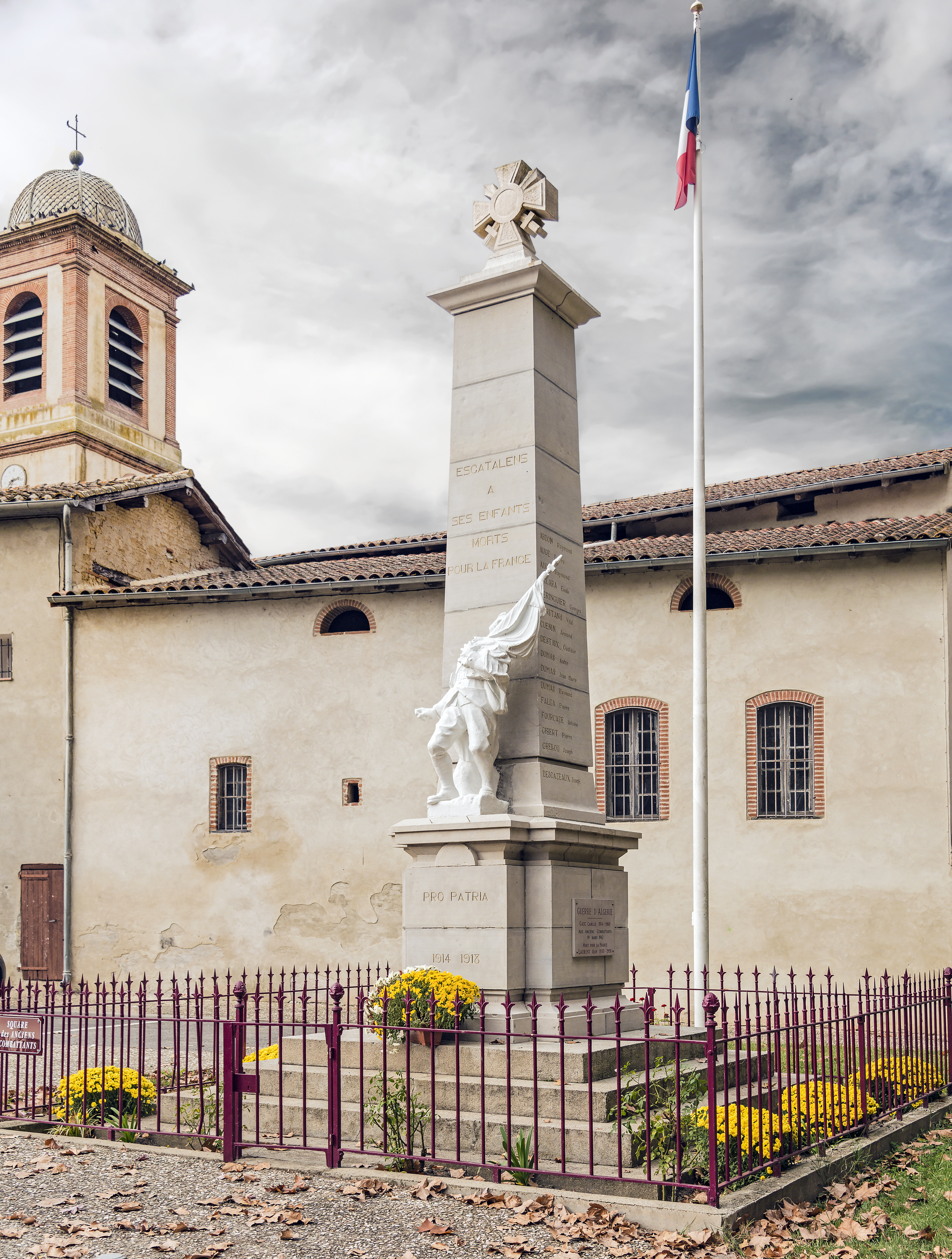
Krigsminnet
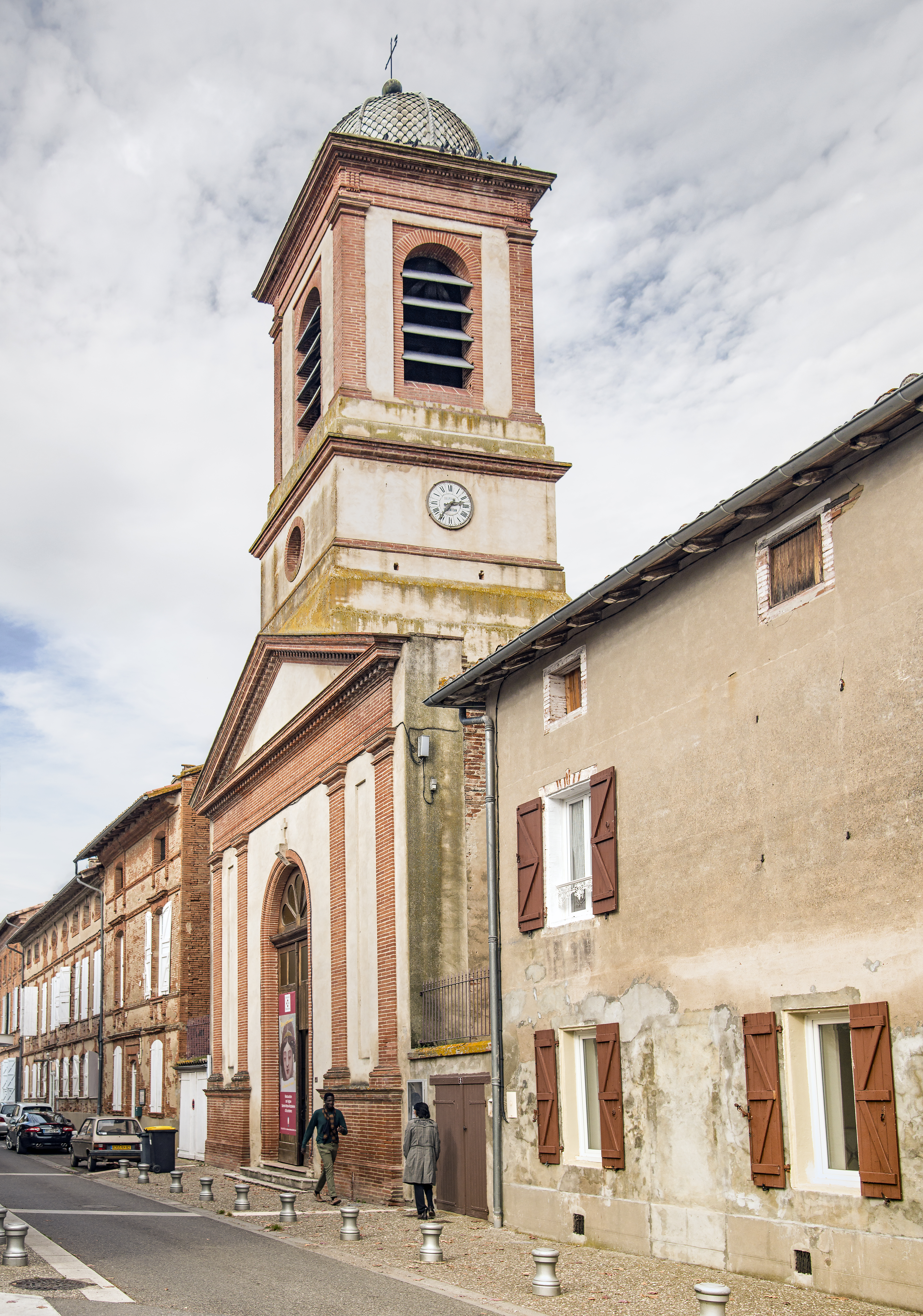
Kyrkan
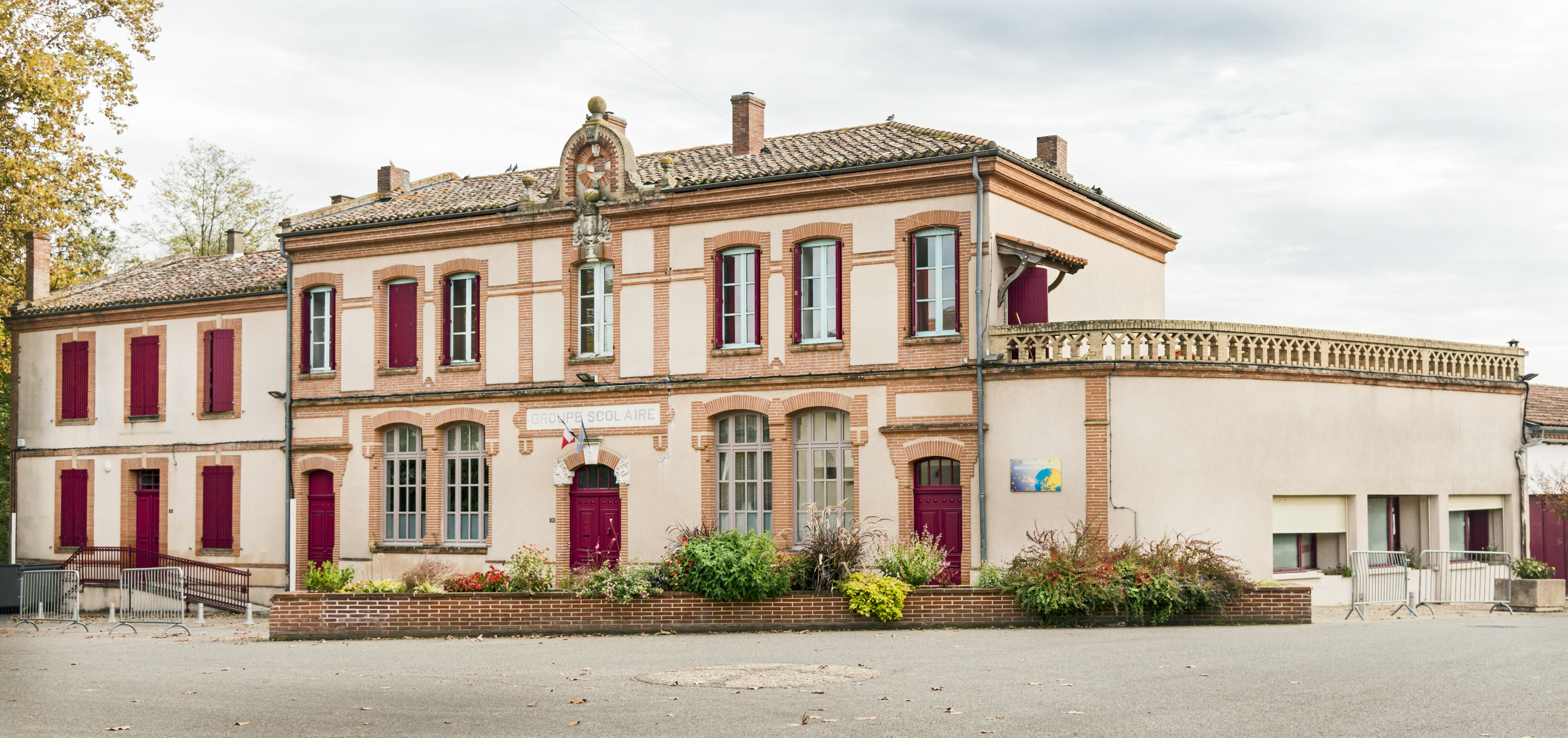
Skolan 'Antoine de Saint-Exupéry'